# Shijiao, Chongqing
Shijiao är en köping i sydvästra Kina. Den ligger i stadsdistriktet Qijiang i storstadsområdet Chongqing, omkring 73 kilometer söder om det centrala stadsdistriktet Yuzhong. 